# Bunte
Bunte es una revista alemana publicada por Hubert Burda Media. La primera edición fue publicada el año 1948 con el nombre de Das Ufer. Una vez bajo el mandato de Hubert Burda, Bunte llegó a ser una revista moderna y muy popular. Hoy en día Bunte es de las publicaciones más populares de todo Alemania. Después del directorio de Patricia Riekel, Robert Pölzer tomó el relevo en 2016.

## Historia
Después del final de la Segunda Guerra Mundial, las autoridades francesas encargaron a Franz Burda la creación de una revista ilustrada, y él siguiendo su propuesta, hizo la primera edición en 1948 bajo el nombre de Das Ufer. En 1953, debido a la coronación de Elisabeth II, se lanzó una circular que llegó a las 100,000 copias. En 1954, la revista Das Ufer cambió su nombre a Bunte Illustrierte, mostrando fotografies de gran formato y en color en el centro de las publicaciones.
En los años 50 y 60, Bunte llegó a ser de las revistas más distribuidas y populares de Alemania. Y en 1960 Münchner Illustrierte, con circulaciones de unas 500.000 copias, se unió a Bunte Illustrierte, creando así Bunte Münchner Illustrierte. En 1963 Frankfurter Illustrierte se unió también a la revista Bunte y se renombró a la revista Bunte Münchner Frankfurter Illustrierte. Era una revista centrada en la clase alta en los años 60, y trataba temas como la reconstrucción tras la posguerra, películas y música. Por ejemplo, la revista fue ganando importancia cuando trataron temas como ahora la Cortina de Hierro.
En julio de 1972, por primera vez la revista apareció bajo el nombre abreviado Bunte. En los años siguientes la revista empezó a crecer bajo el mandato de Hubert Burda, quien empezó el año 1974 como editor de Bunte. dos años después, llegó a ser jefe de redacción, tomandole el relevo a Bernd Ruland. Junto a él, la revista llegó a ser una moderna y popular revista más asociada a la clase media. Y a mediados de los 70 Bunte llegó a ser la revista más vendida de Alemania.